# Augusto Cury
Augusto Cury (Colina, São Paulo, Brasil, 2 de octubre de 1958) es un médico psiquiatra, psicoterapeuta y escritor. Ha desarrollado la teoría de la inteligencia multifocal sobre cómo se construyen el conocimiento y la inteligencia. En los últimos años ha desarrollado su faceta como autor de libros de Psicología Preventiva.
Doctor honorario por el Centro Universitario Filadelfia de Londrina y miembro honorario de la Academia de Dotados del Instituto de Inteligencia de Oporto.
En España ha llevado a cabo investigaciones sobre Ciencias de la Educación en el área de calidad de vida.
Intervino en el 13º Congreso Internacional sobre Intolerancia y Discriminación en la Universidad Brigham Young de Utah.
Dirige la Academia de Inteligencia en São Paulo, un centro académico sobre «psicología preventiva» para maestros y profesionales de la salud mental, entre otros.

## Obras publicadas

### En portugués
- Revolucione sua qualidade de Vida,
- A ditadura da beleza e a revolução das mulheres,
- O futuro da humanidade,
- Você é insubstituível,
- Nunca desista de seus sonhos,
- Pais brilhantes, professores fascinantes,
- Filhos brilhant

s, alunos fascinantes,
- Análise da Inteligência de Cristo,
- Inteligência Multifocal,
- Doze semanas para mudar uma vida,
- Superando o cárcere da emoção,
- Dez Leis para Ser Feliz,
- Seja Líder de Si Mesmo,
- Os Segredos do Pai-Nosso,
- O Vendedor de Sonhos,
- Escola da Vida: Harry Potter no Mundo Real,
- Treinando a emoção para ser feliz,
- Maria, a maior educadora da História,
- O Código da Inteligência,
- O Vendedor de Sonhos: O Chamado,
- O Vendedor de Sonhos e a Revolução dos Anônimos,
- O Colecionador de Lágrimas

### Traducidas al castellano
- El sentido de La Vida, Planeta / Barcelona 2014
- El Coleccionista de Lágrimas, Zenith / Planeta, Madrid, 2013.
- Hijos brillantes, alumnos fascinantes, Zenith / Planeta, Barcelona, 2009.
- Cambia tu vida, Zenith / Planeta, Barcelona, 2008.
- Nunca renuncies a tus sueños. Una puerta abierta a la felicidad, Zenith / Planeta, Barcelona, 2007.
- Padres brillantes, maestros fascinantes, Zenith / Planeta, Barcelona, 2007.
- El maestro del amor: análisis de la inteligencia de Cristo, Plural Singular Ediciones, Madrid, 2005.
- El maestro de la vida: análisis de la inteligencia de Cristo, Plural Singular Ediciones, Madrid, 2005.
- El maestro de la emoción: análisis de la inteligencia de Cristo, Plural Singular Ediciones, Madrid, 2004.
- El maestro de los maestros: análisis de la inteligencia de Cristo, Plural Singular Ediciones, Madrid, 2004.
- Diez leyes para ser feliz, Edaf, Madrid, 2004.
- Tú eres insustituible: este libro revela tu biografía, Edaf, Madrid, 2003.